# Arctodiamesa marinae
Arctodiamesa marinae är en tvåvingeart som beskrevs av Makarchenko 2005. Arctodiamesa marinae ingår i släktet Arctodiamesa och familjen fjädermyggor. Inga underarter finns listade i Catalogue of Life.